# Corte Brugnatella
Corte Brugnatella är en kommun i provinsen Piacenza i regionen Emilia-Romagna i Italien. Kommunen hade 586 invånare (2018).